# Camponotus guayapa
Camponotus guayapa är en myrart som beskrevs av Kusnezov 1952. Camponotus guayapa ingår i släktet hästmyror, och familjen myror. Inga underarter finns listade.